# آب‌انبار هلر
آب‌انبار هلر مربوط به اواخر دوره قاجار - دوره پهلوی اول است و در شهرستان قشم، بخش مرکزی، روستای هلر واقع شده و این اثر در تاریخ ۲۷ بهمن ۱۳۸۲ با شمارهٔ ثبت ۱۰۹۲۸ به‌عنوان یکی از آثار ملی ایران به ثبت رسیده‌است.
در لغتنامه دهخدا در مورد واژه چالو می‌نویسد: (گوی را گویند که زیاده از دو سه گز عمق نداشته باشد). چالوها هم مانند برکه هستند، با این تفاوت که مخزن آن‌ها در زیر زمین قرار دارد و به‌طور معمول در دامنه سنگی تپه‌ها و در بیرون آبادی‌ها ساخته شده‌اند.
در جنوب شرق روستای هلر و در کنار جاده‌ای که به روستای رمچاه متصل می‌شود ۱۷ حلقه قنات وجود دارد این قناتهای ۱۷ گانه قدمت ۴۰۰ ساله دارد بعلت نوع خاک منطقه آب در این چاه‌ها به زمین نفوذ نمی‌کند و پس از بارندگی آبی که از کوه سرازیر می‌شود وارد این چاه‌ها شده و در آنجا ذخیره می‌شود
۱۴ عدد از این چاه‌ها به هم متصل هستند؛ و ۳ عدد دیگر مشهور به چالو زیارت جدا هستند
حلقه چاه‌ها، دایره‌ای شکل، قطری برابر ۱٫۵متر، بدنه چاه‌ها: سنگ رسوبی و ماسه، انتهاء چاه چهار گوش، ظرفیت کل این چاه‌ها ۱۱۴۳ متر مکعب می‌باشد آب این چاه‌ها به مصرف شرب اهالی روستا و رهگذران می‌رسد. معمولاً هر ساله این چاه‌ها در یک روز تعطیل توسط اهالی به صورت دسته جمعی لایروبی می‌شود که این لایروبی علاوه بر انجام یک کار خدا پسندانه یک سرگرمی مفید برای اهالی می‌باشد و موجب دوستی و همدلی بیشتر اهالی می‌گردد.
اهالی روستا در زمان قدیم بر این باور بودند که این چالوها توسط یکی از مقربان و اولیای خدا به نام رئیس محمود وهمدستانش حفر شده که ۱۴عدد آن متصل به هم هستند و چون قصد آن‌ها خدمت به خلق خدا بوده آب آن‌ها کم نمی‌شود ولی دیگر همدستانش ۳عدد جداگانه نیز حفر کردند که هم‌اکنون مشهور است به چالو زیارت و چون از بقیه چالوها جدا هستند به مرور زمان آب آن‌ها کم می‌شود.
قبر این أولیای خدا نیز در زیارت گپو وجود دارد و از دیگر قبرها فاصله دارد به عقیده برخی عده‌ای می‌خواستند روی قبرش گنبد درست کنند ولی چون صاحب قبر راضی نبوده خود به خود گنبد خراب می‌شود و تا به امروز سنگهائی که نشانی از خرابی گنبد است دور قبر نمایان است.
در مورد استفاده از آب این قنات واقعه‌ای رخ داده که منجر به شکسته شدن کوزه‌ها یا جهله‌های زنان روستای مجاور (درگهان) می‌شود و کار به شرع می‌کشد تا جائی که یکی از زنان شیر دل روستا نزد عالم شرع حاضر می‌شود و طبق دلائل وشواهدی که در آن زمان اهالی روستا داشتند قسم یاد می‌کند و گواهی می‌دهد که آب این چالوها از آن اهالی روستا می‌باشد وعالم شرع در این مسئله با علمای بالاتر از خود در بلاد عرب مکاتبه می‌نماید که طبق آن شواهد منجر به فتوای حرام بودن استفاده از آب چالوها به غیر از اهالی روستا می‌گردد و تا به امروز نص فتوا در یکی از کتب فتاوی قدیم موجود می‌باشد. در حال حاضر با وجود آب‌انبارهای زیر زمینی در خانه‌های اهالی روستا به ندرت از آب چالوها استفاده می‌شود ولی در حدود ۳۰ سال پیش هر روز شاهد حمل جهله بر سر زنان روستا بودیم که صبحگاه وگاهی شامگاه برای آوردن آب از چالوها روانه کوه چالو می‌شدند، که این خود نماینگر نیازمندی اهالی روستا در آن زمان به آب شرب بود امروزه تانکر و آب شیرین کن جای تمام دشواری‌های کمبود آب زمان گذشته گرفته‌است.